# インディ・バイエンス
インディ・バイエンス（Indy Baijens、2001年2月4日 - ）は、オランダの女子バレーボール選手。ポジションはミドルブロッカー。オランダ代表。

## 来歴

### クラブチーム
ザーンダム出身。2017年、TT Papendal Arnhemへ入団し2年間プレーした。2019/20シーズンはフランスリーグのVolley Mulhouse Alsaceでプレーした。2020/21シーズンはポーランドリーグのグルパ・アゾティ・チェミック・ポリツェでプレーし、タウロンリーグとポーランドカップで優勝、欧州チャンピオンズリーグで5位となった。2021/22シーズンからはドイツブンデスリーガのシュヴェリーンSCへ移籍し、2021/22シーズンのブンデスリーガでは4位となり自身はベストミドルブロッカー賞を受賞し、2022/23シーズンのブンデスリーガでは3位となった。

### 代表チーム
アンダーカテゴリーの代表として2017年、U-20世界選手権で6位となった。2019年、シニア代表に初選出され同年のネーションズリーグでデビューした。2021年、ネーションズリーグで7位、欧州選手権で4位となった。2023年、欧州選手権で銅メダルを獲得した。同年、パリ五輪予選に出場した。

## 球歴
- 欧州選手権 - 2021年、2023年
- ネーションズリーグ - 2019年、2021年、2022年、2023年

## 所属クラブ
- TT Papendal Arnhem（2017-2019年）
- Volley Mulhouse Alsace（2019-2020年）
- グルパ・アゾティ・チェミック・ポリツェ（2020-2021年）
- シュヴェリーンSC（2021-2024年）
- サヴィーノ・デルベーネ・スカンディッチ（2024年-）